# Кеци

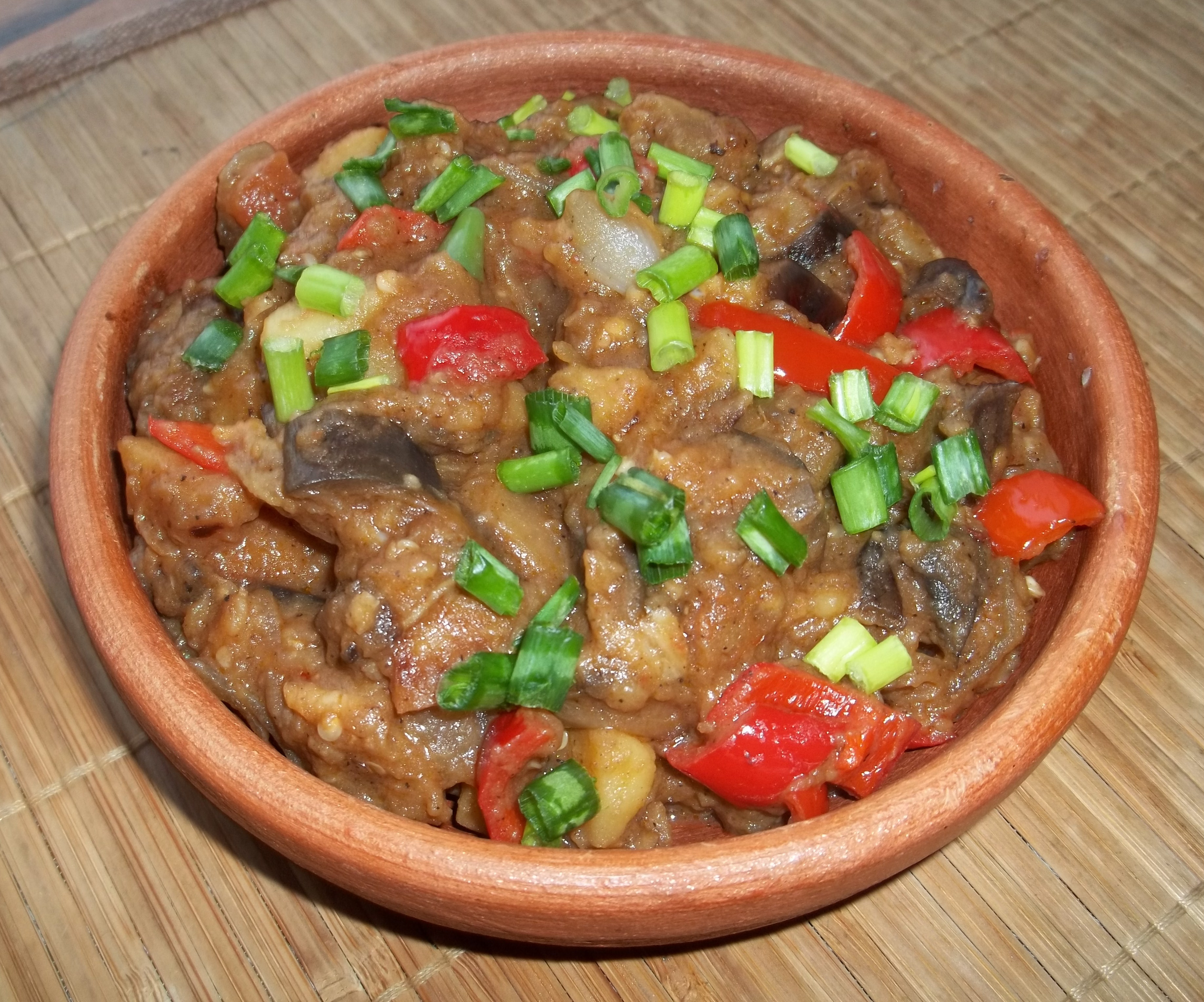
Аджапсандали в сковороде кеци

Кеци (груз. კეცი) — сковорода из красной глины (меньшего размера) или чёрного камня (большего размера). Применяется в грузинской кухне для приготовления оджахури, аджапсандали, мчади, хачапури и обжаривания цыплят, рыбы и др.

## Свойства
Позволяет готовить сочные ароматные блюда с минимальным количеством жира. Таким же свойством обладают русская латка и болгарский сач. Посуда из глины хорошо впитывает запахи, поэтому нужно использовать либо глазированные кеци, либо для разных блюд несколько таких сковородок.

## Использование и уход
Используют кеци для готовки блюд на газовой или электрической плите, в духовке, на открытом огне, но блюда получатся вкуснее, если готовить на углях. Чтобы дольше сохранить блюдо горячим, его подают прямо в кеци. Такая посуда требует особого ухода: не нужно её ставить сразу на сильный огонь. После трапезы сковороду заливают тёплой водой на полчаса, затем моют и обсушивают мягким полотенцем. Не следует использовать современные моющие средства для посуды.